# HALMA – Das europäische Netzwerk literarischer Zentren
HALMA – Das europäische Netzwerk literarischer Zentren e. V. ist ein Verein, der europaweit  literarische Institutionen miteinander vernetzt, um kulturellen Dialog zu fördern. Neben verschiedenen internationalen Projekten wirkt das Netzwerk vor allem in der Organisation eines Stipendienprogramms für Autoren unter den Mitgliedshäusern.

## Organisation
Die Organe des gemeinnützigen Vereins sind die zweimal jährlich stattfindende Mitgliederversammlung und der Vereinsvorstand. Der Sitz der Geschäftsführung ist in Berlin, wo sich auch die Geschäftsstelle befindet. Das Netzwerk wird unterstützt von der Europäischen Union und der Robert Bosch Stiftung.

### Geschichte
Der Verein wurde 2006 vom Literarischen Colloquium Berlin, der Robert Bosch Stiftung und der Stiftung Borderland (Sejny, Polen) gegründet. Bei der Vorstellung der Initiative im Auswärtigen Amt am 11. Mai 2007 betitelte der damalige Außenminister Frank-Walter Steinmeier HALMA als „vorbildliche europäische Initiative“, die auch „kulturpolitisch zukunftsweisend“ sei.
Der Autor Ilja Trojanow beschrieb das Potenzial des Netzwerks in seiner Geleitschrift Das Netz von Indra: „Ich bin fest davon überzeugt, dass wir in einer globalisierten Welt eine Ethik der umfassenden Vernetztheit und somit weitreichenden Verantwortung entwickeln müssen. Und dass wir gerade in einem zusammenwachsenden Europa unsere Vielfalt feiern müssen, und zwar auf der Basis unserer existentiellen Gemeinsamkeit. Netze wie HALMA können einen wesentlichen Beitrag dazu leisten, damit wir erkennen (und nicht vergessen), dass wir nicht gleich sind, aber gleichermaßen beteiligt.“

### Vorstand
Der Vereinsvorstand setzt sich zusammen aus Sally Baker (Stellvertreterin des Präsidenten), Ieva Balode (Schatzmeisterin), Dinu Adam (Stv. Schatzmeister) und Mart Siilmann (Kassenprüfer). Die Geschäftsstelle in Berlin wurde von 2009 bis 2012 von Laura Seifert geleitet.

### Mitglieder
Derzeit sind 26 literarische Institutionen aus 21 europäischen Ländern Mitglied im HALMA Netzwerk:
- Alte Schmiede, Wien (Österreich)
- Borderland Haus, Sejny (Polen)
- Literaturhaus Jyväskylä, Jyväskylä (Finnland)
- Haus der Pygmalion Stiftung, Plowdiw (Bulgarien)
- Haus des Estnischen Schriftstellerverbandes, Tallinn (Estland)
- Het beschrijf in Passa Porta, Brüssel (Belgien)
- Hotel Situla, Novo mesto (Slowenien)
- Institut der Künste, Prag (Tschechien)
- Internationale Elias Canetti Gesellschaft, Russe (Bulgarien)
- Internationales Autoren- und Übersetzerhaus, Ventspils (Lettland)
- Internationales Schriftsteller- und Übersetzerzentrum, Rhodos (Griechenland)
- Internationales Zentrum für literarische Übersetzung, Novi Sad (Serbien)
- Kulturhafen Cetate, Cetate (Rumänien)
- Literarisches Colloquium Berlin, Berlin (Deutschland)
- Literaturhaus Schleswig-Holstein, Kiel (Deutschland)
- Logvinov Verlag, Minsk (Weißrussland)
- M.E.E.T, Saint-Nazaire (Frankreich)
- Santa Maddalena, Donnini (Italien)
- Stiftung kunst:raum sylt quelle, Rantum/Sylt (Deutschland)
- Stiftung Schloss Leuk (Schweiz)
- Thomas Mann Kulturzentrum, Neringa (Litauen)
- Tyrone Guthrie Centre, Newbliss (Irland)
- Ungarisches Übersetzerhaus, Budapest (Ungarn)
- Villa Decius, Krakau (Polen)
- Wohnung des Slowenischen Schriftstellerverbands, Ljubljana (Slowenien)
- Übersetzerhaus Wales (Großbritannien)

## Aktivitäten
Neben der Organisation, Hilfe und Koordination der Zusammenarbeit und Schaffung einer vernetzten Kultur- und Literaturszene in Europa, organisiert das HALMA-Netzwerk ein Stipendienprogramm, im Rahmen dessen Autoren aus den Ländern der HALMA-Mitglieder Arbeitsaufenthalte in zwei HALMA-Häusern verbringen. Darüber hinaus initiierte HALMA 2011 erstmals zwei internationale Projekte.

### Stipendienprogramm
Schriftsteller, Übersetzer und Literaturvermittler können im Rahmen eines HALMA-Stipendiums für je einen Monat bei zwei HALMA-Mitgliederhäusern leben und arbeiten. Die Stipendiaten erhalten eine Monatspauschale von 1.000 Euro zuzüglich 750 Euro für die anfallenden Reisekosten. Neben den Aufenthalten in zwei HALMA-Häusern umfasst das Stipendium öffentliche Auftritte in Form von Lesungen, Diskussionen und Workshops in den jeweiligen Ländern. So sollen den Literaturschaffenden neben der Möglichkeit zum Arbeiten an weiteren Texten die Literaturszene anderer europäischer Länder nähergebracht und Kontakte initiiert werden. Die Auswahl der Stipendiaten geschieht durch die HALMA-Mitglieder in Zusammenarbeit mit dem HALMA-Büro. Eine Eigenbewerbung ist nicht möglich. Die im Zusammenhang mit dem Stipendium entstandenen literarischen oder essayistischen Texte oder Übersetzungen werden in der Bibliothek des HALMA-Netzwerks online veröffentlicht. Dies geschieht in Deutsch, Englisch und zumeist in der Originalsprache.
Das Netzwerk hat schon mehr als fünfzig Autoren mit einem Stipendium ausgezeichnet. Zu diesen gehören:
- Andrés Barba (Spanien) 2010
- Urs Faes (Schweiz) 2008
- Petra Ganglbauer (Österreich) 2010
- Daniel Goetsch (Schweiz) 2008
- Anna Kim (Österreich) 2009
- Fatos Kongoli (Albanien) 2008
- Mareike Krügel (Deutschland) 2010
- Use Lahoz (Spanien) 2011
- Liana Langa (Lettland) 2010
- Rolf Lappert (Schweiz) 2009
- Annette Mingels (Deutschland) 2008
- Richard Obermayr (Österreich) 2008
- Flavio Soriga (Italien) 2010
- Abbie Spallen (Irland) 2010
- Jeroen Theunissen (Belgien) 2010

### Europäische Bibliothek
Die von HALMA gegründete und gepflegte Europäische Bibliothek umfasst über 30 Texte, die im Kontext der Initiative entstanden sind. Neben Geleitworten zur Gründung des Netzwerks finden sich hier vor allen Dingen Essays der Stipendiaten, die im Rahmen ihrer Arbeitsaufenthalte entstanden sind und auf der Homepage in deutscher und englischer Sprache zur Verfügung gestellt werden.

### Projekte
Mit Letters to Milosz wurde im März 2011 das erste transnationale Projekt des Vereins ins Leben gerufen. Anlässlich des 100. Geburtstags des polnischen Nobelpreisträgers Czesław Miłosz wurden Lesungen, Diskussionen und Schulworkshops zu seinem Werk entlang der Reiseroute in „Rodzinna Europa“ veranstaltet. Im Rahmen des Projekts entstanden zahlreiche Essays von Schriftstellern aus EU-Mitgliedstaaten und Nicht-EU-Mitgliedstaaten, die sich mit den Ideen Miłoszs und eigenen Visionen zur Zukunft Europas auseinandersetzen. Für die Grafiken zu den Publikationen wurde ein Wettbewerb veranstaltet. Letters to Milosz wird unterstützt von der europäischen Kulturstiftung European Cultural Foundation, der Schweizer Kulturstiftung Pro Helvetia und anderen.
Im September und Oktober 2011 wird unter dem Titel Literature in Flux das zweite, über zwei Jahre laufende, transnationale Projekt des Netzwerks starten. Schriftsteller, Übersetzer und Journalisten werden auf einem Schiff die Donau von Ruse in Bulgarien bis Wien entlangfahren und in einen Dialog über die gemeinsame kulturelle Region treten. Ziel des Projektes ist es, anhaltende Kooperationen zwischen Kulturschaffenden des westlichen Balkans und der Türkei und anderen europäischen Regionen zu schaffen.

## Auszeichnungen
- 2008: Einheitspreis (Bürgerpreis zur deutschen Einheit) (Kategorie Kultur – Profil der Einheit)[10]